# Christoph Mörgeli
Christoph Mörgeli (ur. 16 lipca 1960 w szwajcarskiej miejscowości Stäfa) jest szwajcarskim politykiem (SVP) i historykiem medycyny.

## Edukacja
Mörgeli studiował historię ogólną, nauki polityczne oraz literaturę niemiecką i językoznawstwo na uniwersytecie w Zurychu. W 1985 roku ukończył studia licencjackie i został zatrudniony jako asystent naukowy w Instytucie Historii Medycyny. W 1986 r. obronił doktorat na temat Johannesa Hegetschweilera, lekarza i polityka. W latach 1989/90 kierował Instytutem Historii Medycyny przez dwa semestry. Od 1994 roku Mörgeli był starszym asystentem w Instytucie Historii i Muzeum Medycyny. W 1995 r. habilitował się na Wydziale Lekarskim Uniwersytetu w Zurychu, pisząc o medycynie w epoce Biedermeiera, a w 2001 r. został mianowany profesorem.

## Afera Mörgeliego
11 września 2012 r. gazeta Tages-Anzeiger poinformowała, że raport roczny Instytutu Historii Medycyny za 2011 r. zawiera ostrą krytykę stanu muzeum prowadzonego przez Mörgeliego i zakresu jego działalności dydaktycznej. W dniu 21 września 2012 r. Uniwersytet ogłosił rozwiązanie stosunku pracy i natychmiastowe zwolnienie. Mörgeli oświadczył, że odwoła się od wypowiedzenia.
27 marca 2013 r. szwajcarskie media oskarżyły Christopha Mörgeliego, że pomógł kandydatom ze szkół medycznych w osiągnięciu stopnia doktora. W ponad 12 z 60 rozpraw doktorskich nadzorowanych przez Christopha Mörgeliego praca miała polegać głównie na transkrypcji starych tekstów. Mörgeli bronił transkrypcji jako osiągnięcia naukowego i postrzegał siebie jako ofiarę kampanii politycznej przeciwko niemu.
W dniu 1 października 2013 r. Uniwersytet w Zurychu ogłosił, że międzynarodowy zespół ekspertów doszedł do wniosku, iż znaczna część rozpraw z historii medycyny napisanych na uniwersytecie w Zurychu w latach 2002–2012 była nieodpowiednia; niektóre były transkrypcjami bez komentarza. Dotyczy to przede wszystkim rozpraw, które nadzorował Mörgeli.

## Polityka
Kariera polityczna w Mörgeliego rozpoczęła się w latach 1986–1992. W wyborach parlamentarnych w 1999 r. został po raz pierwszy wybrany do Rady Narodowej. W latach 1999–2015 był członkiem Komisji Polityki Zagranicznej, od 2007 r. – Komisji Nauki, Edukacji i Kultury. Od 2001 r. jest szefem komisji programowej SVP Zurich.